# نجف آباد سرخي (مقاطعة فيروزآباد)
نجف‌آباد سرخي (بالفارسية: نجف‌آباد سرخی) هي قرية تقع في قسم خواجه‌اي الريفي في إيران. يقدر عدد سكانها بـ 301 نسمة .